# Sinkronizacija (računalstvo)
Sinkroniziranje je pojam iz računalstva koji se odnosi na dva različita koncepta koja su unatoč tome u svezi: sinkroniziranje procesa i na sinkronizaciju podataka. Sinkroniziranje procesa se odnosi na zamisao da višestruki procesi se jednom moraju združiti ili spojiti u određenoj točki, kao da dolaze do dogovora ili se prepuštaju određenom nizu djelovanja. Sinkroniziranje podataka se odnosi na zamisao čuvanja višestrukih primjeraka podatkovnih skupova u koherenciji jednih s drugim ili radi održavanja cjelovitosti podataka. Sinkroniziranje procesa se obično rabi radi primjene sinkroniziranja podataka.

## Vanjske poveznice
- IBM developerWorks Anatomija metoda sinkroniziranja Linuxa
- Allen B. Downey: The Little Book of Semaphores